# Âu tàu của Kênh đào Trung tâm
Âu tàu của Kênh đào Trung tâm là một loạt bốn âu tàu thủy lực nằm trên Kênh đào Trung tâm, gần thị trấn La Louviere, Bỉ. Cả bốn âu tàu này đều nằm trong vành đai công nghiệp silicon lịch sử của Bỉ đã được UNESCO công nhận là Di sản thế giới từ năm 1998.

## Lịch sử và hiện trạng
Dọc theo một đoạn đặc biệt dài khoảng 7 km (4,3 mi) của Kênh đào Trung tâm lối Sông Maas với Scheldt với mực nước chênh lệch đến 66,2 mét (217 ft) giữa hai con sông. Để khắc phục điều này, một âu tàu cao 15,4 mét (51 ft) tại làng Houdeng-Gœgnies đã được xây dựng vào năm 1888. Ba âu tàu khác cao 16,93 mét (55,5 ft) được xây dựng vào năm 1917.
Các âu tàu này gồm hai bể nước có thể thay đổi được mực nước nằm dọc theo bờ sông, mỗi cái được hỗ trợ bằng một cột sắt ở trung tâm. Hai cột này được liên kết thủy lực theo nguyên lý đối nghịch nhau, tức là khi một cột nâng lên thì cột còn lại sẽ hạ xuống,  trọng lượng của cột này đối trọng với trọng lượng của cột kia.
Các âu tàu này được thiết kế bởi kiến trúc sư Edwin Clark làm việc tại công ty Stansfield & Clark của Anh. Các âu tàu này lấy cảm hứng từ Âu tàu Peterborough và Kirkfield ở Canada. Vào cuối thế kỷ 19, Richard Birdsall Rogers đã đến các âu tàu để nghiên cứu ý tưởng khả thi cho hệ thống khóa nước nâng.
Từ năm 2002, hoạt động của các âu tàu bị giới hạn trong sử dụng giải trí. Giao thông thương mại qua con kênh vượt qua bốn âu tàu này nhờ âu tàu Strépy-Thieu khổng lồ cao 73 mét là âu tàu cao nhất thế giới.

## Danh sách các âu tàu
| Số    | Tên                 | Tọa độ                                    | Đường đi | Ảnh |
| ----- | ------------------- | ----------------------------------------- | -------- | --- |
| No. 1 | Houdeng-Goegnies    | 50°29′15″B 4°10′33″Đ / 50,4875°B 4,1758°Đ | 15.40m   |     |
| No. 2 | Houdeng-Aimeries    | 50°28′57″B 4°08′32″Đ / 50,4826°B 4,1423°Đ | 16.93m   |     |
| No. 3 | Strépy-Bracquegnies | 50°28′53″B 4°08′14″Đ / 50,4813°B 4,1373°Đ | 16.93m   |     |
| No. 4 | Thieu               | 50°28′17″B 4°05′40″Đ / 50,4714°B 4,0945°Đ | 16.93m   |     |